# Svatopluk Pluskal
Svatopluk Pluskal (Zlín, 28 d'octubre 1930 – Ústí nad Labem, 29 de maig 2005) fou un futbolista txecoslovac que jugava de defensa o centrecampista defensiu. Posteriorment, també va exercir com a entrenador.
Començà la seva carrera a diversos club de la seva ciutat natal. El 1951 es traslladà a Praga on esdevingué un important jugador pel nou club de l'exèrcit, l'ATK, més tard anomenat ÚDA i Dukla Praha, on jugà durant 16 anys i fou 8 cops campió de lliga. Es retirà el 1967 per una lesió al genoll amb un total de 282 partits de lliga jugats i 37 gols marcats.
Fou internacional amb la selecció de futbol de Txecoslovàquia des de 1952, amb la qual disputà tres Mundials els anys 1954, 1958 i 1962 a Xile En aquesta edició formà al mig del camp amb el seu company del Dukla Josef Masopust, i assolí una brillant segona posició. En total jugà 56 partits i marcà un gol.
Pluskal també fou entrenador. Dirigí els clubs de Plzeň Škoda i Slovan, i també el FC Bohemians Praha a clubs de Xipre.